# 定遠廳
定遠廳是清代陝西漢中府下轄的一個散廳，嘉慶七年析西鄉縣地置，設同知。即今鎮巴縣。